# Льеж — Бастонь — Льеж
Льеж — Бастонь — Льеж (фр. Liège-Bastogne-Liège), часто называемая Ла Дойенн (фр. La Doyenne, «Старая Леди») — классическая шоссейная однодневная велогонка, ежегодно проводящаяся под конец апреля в арденнском регионе Бельгии, из Льежа в Бастонь и обратно. Состоявшись впервые в 1892 году, является старейшим из пяти Монументов европейского профессионального велошоссейного календаря.
Считается одной из самых трудных однодневных велогонок в мире из-за своей длины и сложности маршрута. Рекорд по победам удерживает знаменитый бельгиец Эдди Меркс — 5 побед. На одну победу меньше у итальянца Морено Арджентина и испанца Алехандро Вальверде.
Гонка входит в гоночный календарь Мирового тура UCI и является заключительной в серии Арденнских классик, в которую также входит Флеш Валонь. Оба соревнования организуются французской Amaury Sport Organisation, которая также проводит Тур де Франс и Париж — Рубе.
В 2017 году состоялся дебютный выпуск женской версии Льеж — Бастонь — Льеж. Победу на нем одержала нидерландка Анна ван дер Брегген.

## История

### Спа — Бастонь — Спа
Как и многие другие классические однодневные велогонки, Льеж — Бастонь — Льеж была организована газетой (L'Expresse). Поскольку последняя публиковалась на французском языке и была направлена на французско-бельгийскую аудиторию, то гонка всегда проходила в пределах южной, франкоязычной части Бельгии.
Впервые гонка состоялась в 1892 году среди любителей. Длиной 250 км, она проходила от Спа до Бастони и обратно. Поскольку велосипеды в конце 19 века были дорогими, велоспорт считался видом спорта для богатых, а участие в гонке рассматривалось как «дело джентльмена». 33 гонщика из Велосипедного союза Льежа и Pesant Club Liégois, все бельгийцы и большинство из Льежа, приняли участие в старте. Только 17 из них добрались до финиша. За точку разворота маршрута (на полпути) был выбран железнодорожный вокзал в Бастоне из-за его удобства для должностных лиц соревнования. Некоторые уставшие гонщики сошли с гонки в Бастоне и вернулись поездом в Спа. Леон Уа, уроженец Льежа, выиграл гонку после 10 часов и 48 минут на велосипеде. Второе место, финишировав через 22 минуты после победителя, занял Леон Лхуст, третье, проиграв Уа 44 минуты, — Луис Расквинет. Остальные гонщики продолжали прибывать на место финиша еще пять часов.
В следующем году гонку, проходившую по аналогичному маршруту, снова выиграл Леон Уа, улучшив свой прошлогодний результат на полчаса. В 1894 году гонка была проведена уже среди профессионалов; средняя скорость поднялась с 23,3 км/ч до 25 км/ч. Уа первенствовал и в этот раз, на семь минут опередив Луиса Расквинета. Француз Морис Гарин, который позже стал первым победителем Тур де Франс, занял четвертое место.
С 1895 по 1907 годы гонка не проводилась, а после своего возвращения в 1908 году она уже стартовала и финишировала в Льеже, как и в наше время. Первую гонку прошедшую именно по маршруту Льеж – Бастонь – Льеж выиграл француз Андре Трусселье. В 1909 году, зайнявший первое место Эжен Шарлье, был дисквалифицирован из-за смены велосипеда. Победителем назвали Виктора Фастре. Во время Первой мировой войны классика не проводилась до 1919 года. В междвувоенный период триумфаторами гонки всегда, за исключением 1930 года, становились бельгийцы, среди которых особенно преуспевали представители Фландрии. Так, фламандец Альфонс Схеперс в период между войнами одержал три виктории.

### Арденнская классика
Во время Второй мировой войны Льеж — Бастонь — Льеж прерывалась, но с 1945 года снова стала ежегодным событием в велошоссейном календаре, начав привлекать некоторых звёзд европейского велоспорта. В 1951 году гонка стала частью Вызова Дегранж-Коломбо — соревнования, которое объединяло самые большие велогонки того времени. Швейцарец Фердинанд Кюблер выиграл гонку в 1951 и 1952 годах. Бельгиец Раймонд Импанис, постоянно считавшийся одним из главных фаворитов, четыре раза занимал второе место, но так и не победил.
В конце 1950-х годов Альфред Де Брюйн выиграл гонку три раза (с трёх попыток), сравнявшись по количеству побед с Уа и Схеперсом. В 1957 году победителями были объявлены два гонщика. Француз Жермен Дерейке первым пересёк финишную черту, но до этого он переехал через закрытый железнодорожный переезд. Дерейке привез ближайшему преследователю Франсу Схаубенну 3 минуты, и судьи посчитали, что он не получил такое преимущество только за счёт нелегитимного пересечения железнодорожного переезда, поэтому не дисквалифицировали его. В итоге организаторы гонки пришли к компромиссному решению, присудив Франсу Схаубенну также первое место.  В 1959 году Льеж — Бастонь — Льеж стала частью Супер Престиж Перно, преемника Вызова Дегранж-Коломбо и раннего предшественника Мирового тура UCI, сделав Арденнскую Классику одним из главных велоспортивных событий года.
В 1971 году началась эра иконы велоспорта Эдди Меркса, который одержал пять побед на классике, три из которых подряд, и в общей сложности семь подиумов. Гонка 1971 года проходила в ужасных условиях, снег и холод истощали пелотон, но это не помешало бельгийцу завоевать одну из своих самых памятных побед. Он атаковал соло за 92 километра от финиша и вскоре получил пятиминутное преимущество перед своими преследователями. Близко к концу маршрута Меркс проявил усталость и к нему присоединился Жорж Пинтенс, но тот не использовался возможностью уйти от изнуренного попутчика и проиграл своему соотечественнику в спринтерской дуэли. В 1972 году финиш гонки переместили в Вервье, в 15 км от Льежа, но из-за протеста фанов это был годичный случай. Победу тогда снова взял Меркс. В 1975 году Каннибал отпечатал свою пятую и последнюю викторию, став единоличным рекордсменом Ла Дойенн.
Выдающийся французский велогонщик Бернар Ино выиграл классику дважды, оба раза в сложнейших погодных условиях. В 1977 году Ино ушел в поздний победный отрыв из сильной группы лидеров, состоящей из шести гонщиков, включая запинающегося Эдди Меркса; три года спустя он выиграл эпический выпуск 1980 года, проходивший при обильном снегопаде и ледяных температурах (см. ниже).
В 1980-х годах итальянский специалист классик Морено Арджентин выиграл гонку четыре раза, едва не побив рекорд Меркса. Арджентин также одержал три победы на классике-сестре «Флеш Валонь», заработав в свое время титул Короля Арденн.

### Финиш в Ансе
В 1990 году Pesant Club Liégeois сотрудничал с Société du Tour de France, организатором гонок-флагманов велоспорта: Тур де Франс и Париж — Рубе. Партнерство привело к созданию более профессиональной организации, что обусловило полную перестройку маршрута классики: старт и финиш переместились в разные места Льежа, было включено пять новых подъёмов.
В конце 1990-х годов итальянцы Микеле Бартоли и Паоло Беттини продолжили традицию итальянских побед на Ла Дойенне, добыв по виктории. В 1997 году Бартоли и Лоран Жалабер совершили решительный отрыв на подъёме Ла-Редут за 40 км от финиша. Оба гонщика работали вместе, и Бартоли уехал от француза на крутых склонах последнего километра гонки. Жалабер, специалист арденнских гонок, финишировал вторым два года подряд, но так и не смог выиграть Ла Дойенн. В 1999 году Бартоли шел к третьей победе подряд, но его усилия были сорваны молодым бельгийцем Франком Ванденбруком, который контролировал гонку и ошеломил поклонников своей победой.
В 2005 году казахстанец Александр Винокуров и немец Йенс Фогт уехали от пелотона за 80 км от финиша. Успех побега, исходя из тенденций современного шоссейного велоспорта, казался маловероятным, но два гонщика добрались до финиша впереди пелотона, и Винокуров, не оставив шансов Фогту в спринте, взял победу.
Другими памятными выпусками были гонки 2009 и 2010 годов. В 2009 году молодой люксембуржец Энди Шлек ушел в сольный отрыв, переиграв всех конкурентов, и выиграл классику. В 2010 году Александр Винокуров завоевал свою вторую победу, обьехав в спринте своего единственного соперника по группе отрыва Александра Колобнева. Победа была спорной, не только потому, что Винокуров недавно вернулся на велосипед после дисквалификации из-за допинга, но и потому, что были предположения о том, что он «купил» победу. Швейцарский журнал «L'Illustré» опубликовал переписку по электронной почте между победителем и занявшим второе место, в которой Винокуров предлагал заплатить Колобневу 100 000 евро, чтобы не разыгрывать финишный спринт. Оба гонщика позднее были взяты под стражу бельгийскими властями.
В последние годы испанский универсал Алехандро Вальверде выиграл гонку четыре раза, каждый раз, первенствуя в спринте из просеянной группы лидеров.

## Маршрут

### Нынешний курс
Маршрут Льеж — Бастонь — Льеж пересекает две восточные провинции Валлонии, Льеж и Люксембург, с севера на юг и обратно. Его длина более-менее фиксирована в пределах 250-260 км. Гонка начинается в центре Льежа и проходит по прямому маршруту протяженностью 95 км (59 миль) на юг к Бастони, после чего по извилистых 163 км (101 ми) направляется обратно в Льеж.
На второй половине маршрута присутствуют многочисленные подъёмы, такие как Стокё, От-Лёве, Ла-Редут и Сен-Никола, которые заканчиваются в пригороде Льежа Ансе. На последних 15 км курса происходит замечательный переход от луговых и аграрных ландшафтов Арденн к постиндустриальному городскому пейзажу Льежа.

### Изменения
До 1991 года гонка заканчивалась в центре города Льеж, с плоской развязкой на финише. В 1992 году финиш переехал в промышленный пригород Анса, на северо-западной стороне города. Крутой Кот-де-Сен-Николас был включен в маршрут последних километров, вместе финальным подъёмом на финише в Ансе. Этот шаг подразумевал глубокие изменения в характере гонки, поскольку горняки с сильным спринтом в гору в последние годы часто выжидают, пока остальные участники не начнут свою окончательную атаку.
Маршрут подвергается незначительным изменениям почти каждый год, когда некоторые подъёмы исключают, а другие добавляют, но традиционный финал, включающий Кот-де-Ла-Редут, Кот-де-ла-Рош-о-Фокон и Кот-де-Сен-Никола, остаётся неизменным с 1990-х годов.

## Характер гонки

### Требования
Льеж — Бастонь — Льеж считается одной из самых трудных однодневных велогонок в мире из-за своей продолжительности и количества крутых подъёмов. Каждый выпуск включает около дюжины подъёмов, разных по длине, градиенту и сложности, которые дают возможность для атаки. Британский журнал Cycling Weekly заявил:
В чисто физических величинах это, вероятно, самая тяжелая классика: подъёмы длинные, большинство из них довольно крутые, к тому же на последних километрах они приходят с удручающей частотой.
Четырёхкратный победитель Морено Арджентин сказал:
Гонщиков, которые выигрывают в Льеже, мы называем лыжниками – людьми с превосходным уровнем выносливости. [Подъём на] Ла-Редут похож на Мюр-де-Юи, который нужно преодолевать в темпе, с головы пелотона. Градиент составляет около 14 или 15 процентов, и он наступает после 220 или 230 километров, так что вам не обязательно быть гением, чтобы понять, насколько это тяжело. Я помню, что мы поднимались с максимумом 39 х 21 – это не так круто, как Мур-де-Юи. Многие гонщики ошибочно полагают, что вам следует атаковать на самой сложной части, но на самом деле вы уделаете их на слегка более плоской секции, которая возникает после этого.
Льеж – это гонка испытания на выбивание, где очень маловероятно, что отрыв может стать решающим и определить исход гонки до последних 100 км. Вы должны быть сильными и в то же время умными и расчетливыми – в этом смысле это абсолютный тест способностей велогонщика.

### Подъёмы
Самый знаковый холм гонки — Кот-де-ла-Редут, 2,1-километровый подъём в Эвае со средним градиентом 8,4% и максимальным – более 20%. В течение долгого времени в 1980-х и 1990-х годах подъём на Ла-Редут, в приблизительно 40 км от финиша, был решающим моментом гонки и часто местом, где начинались победные отрывы. В последние годы подъём потерял эту особую роль, так как многие гонщики выдерживают темп восхождения и фавориты часто ждут заключительной части гонки, чтобы уйти в отрыв.
В современном велоспорте, как и во многих гонках на велосипедах, решающие участки развились в сторону финальных восхождений дня. Кот-де-Сен-Никола является последним категорийным подъёмом на классике, с вершиной в 6 км от финиша в Ансе. Это стремительный и нетипичный подъём, потому что он не является частью лесных холмов Арденн, а расположен в середине промышленного пригорода Льежа вдоль реки Маас.
Почти каждый год происходят некоторые изменения в маршруте, отдельные подъёмы выбывают из него, другие включаются.

Список подъёмов на Льеж — Бастонь — Льеж 2009:
| №  | Название               | Км от старта | Длина (м) | Средний % |
| -- | ---------------------- | ------------ | --------- | --------- |
| 1  | Кот-де-Ни              | 57,7         | 1800      | 5,7       |
| 2  | Кот-де-ла-Рош-ан-Арден | 82           | 2800      | 4,9       |
| 3  | Кот-де-Сен-Рош         | 128          | 800       | 12        |
| 4  | Кот-де-Ван             | 172          | 2700      | 7         |
| 5  | Кот-де-Стокё           | 178,5        | 1100      | 10,5      |
| 6  | Кот-де-ла-От-Леве      | 184          | 3400      | 6         |
| 7  | Кот-дю-Розье           | 196,5        | 4000      | 5,9       |
| 8  | Кот-де-ла-Веке         | 209          | 3100      | 5,9       |
| 9  | Кот-де-ла-Редут        | 226,5        | 2100      | 8,4       |
| 10 | Кот-де-ла-Рош-о-Фокон  | 241,5        | 1500      | 9,9       |
| 11 | Кот-де-Сен-Никола      | 255,5        | 1400      | 11,1      |

### Погода
Погода в апреле часто непредсказуема, и гонка неоднократно подвергалась воздействию суровых погодных условий. В 1919, 1957, 1980 и 2016 годах наблюдался сильный снегопад. Выпуск 1980 года был исключительно тяжелым: снег выпал с самого начала гонки, а температура была близкой к точке замерзания, что побудило комментаторов назвать классику «Ньеж-Бастонь-Ньеж» (Снег-Бастонь-Снег). Бернар Ино атаковал тогда за 80 км (50 миль) до финиша и взял победу, привезя ближайшим преследователям почти 10 минут.
Заметка, опубликованная британским журналом Procycling в 2000 году, описывает печально известную гонку:
Холодный ветер, который дул по Бельгии, принес снежные хлопья, после чего в момент начала гонки начался обильный снегопад . (...) Гонщики, прикрывая лицо руками, изо всех сил пытались разглядеть дорогу. [Со стороны] гонка представляла собой безликую массу курток и ветровок. Зрители стояли в защитных очках, как элитные снеговики, краснолицые от холода. В течение часа у некоторых команд едва остался один гонщик на трассе. [После падений] они вытаскивали [гонщиков] по два десятка раз, таких как Гиби Барончелли и Джузеппе Саронни, Люсьен Ван Импе и Жан-Рене Бернодо.
Бернар Ино, ставший победителем, был одним из числа 21 гонщика, которые завершили гонку из 174 стартовавших. Ему потребовалось три недели для возобновления нормальной подвижности двух пальцев на правой руке.

## Арденнская классика
Льеж — Бастонь — Льеж является заключительной гонкой серии Арденнских классик, в которую также входит Флеш Валонь. Обе гонки организовывает ASO.
Флеш Валонь («Валлонская стрела»), хотя и моложе, чем Льеж — Бастонь — Льеж, долгое время считалась более престижным событием среди двух арденнских классик, демонстрирует, как престиж и важность гонки могут со временем меняться. В свое время Флеш Валонь и Льеж — Бастонь — Льеж проводились в течение нескольких дней, известных как Арденнская неделя, с Льеж — Бастонь — Льеж, проходившей в субботу и Флеш Валонью — в воскресенье.
Только семь гонщиков выиграли обе гонки в одном году: испанец Алехандро Вальверде три раза (2006, 2015 и 2017), швейцарец Фердинанд Кюблер дважды (в 1951 и 1952 годах), бельгийцы Стан Окерс (1955), Эдди Меркс (1972) и Филипп Жилбер (2011), итальянцы Морено Аргентин (1991) и Давиде Ребеллин (2004).
В 2011 году Филипп Жилбер выиграл Льеж — Бастонь — Льеж, оформив уникальную серию побед на классиках за десять дней. Ранее бельгиец победил на Брабантсе Пейл, Амстел Голд Рейс и Флеш Валонь, добившись, таким образом, исторического покера на апрельских классиках. Жилбер обошел в спринте братьев Франка и Энди Шлека из Люксембурга.

## Призёры
| Год                                                   | Победитель                    | Второй              | Третий               |
| ----------------------------------------------------- | ----------------------------- | ------------------- | -------------------- |
| 1892                                                  | Леон Уа                       | Léon Lhoest         | Louis Rasquinet      |
| 1893                                                  | Леон Уа                       | Michel Borisowski   | Charles Collette     |
| 1894                                                  | Леон Уа                       | Louis Rasquinet     | René Nulens          |
| 1895 - 1907 не проводилась                            |                               |                     |                      |
| 1908                                                  | Андре Трусселье               | Alphonse Lauwers    | Henri Dubois         |
| 1909                                                  | Виктор Фастр                  | Eugène Charlier     | Поль Деман           |
| 1910 не проводилась                                   |                               |                     |                      |
| 1911                                                  | Йозеф Ван Дале                | Armand Lenoir       | Victor Kraenen       |
| 1912                                                  | Омер Версхоре                 | Jacques Coomans     | Андре Блез           |
| 1913                                                  | Маурицио Мориц                | Alphonse Fonson     | Hubert Noël          |
| 1914 - 1918 не проводилась из-за Первой мировой войны |                               |                     |                      |
| 1919                                                  | Леон Девос                    | Анри Ханлет         | Arthur Claerhout     |
| 1920                                                  | Леон Сьер                     | Люсьен Бюссе        | Jacques Coomans      |
| 1921                                                  | Луи Моттиа                    | Marcel Lacour       | Жан Россиус          |
| 1922                                                  | Луи Моттиа                    | Albert Jordens      | Laurent Seret        |
| 1923                                                  | Рене Вермандель               | Жан Россиус         | Феликс Селлье        |
| 1924                                                  | Рене Вермандель               | Аделин Бенуа        | Жуль Мэттон          |
| 1925                                                  | Жорж Ронссе                   | Гюстав Ван Слембрук | Луи Элен             |
| 1926                                                  | Дьёдонне Сметс                | Joseph Siquet       | Alexis Macar         |
| 1927                                                  | Морис Рас                     | Жан Ханс            | Joseph Siquet        |
| 1928                                                  | Эрнест Моттард                | Морис Рас           | Emile Van Belle      |
| 1929                                                  | Альфонс Схеперс               | Gustave Hembroeckx  | Морис Рас            |
| 1930                                                  | Герман Бузе                   | Georges Laloup      | Франсуа Гардье       |
| 1931                                                  | Альфонс Схеперс               | Марсель Ую          | Жюль Десхеппер       |
| 1932                                                  | Марсель Ую                    | Léopold Roosemont   | Gérard Lambrechts    |
| 1933                                                  | Франсуа Гардье                | Roger Dewolf        | Albert Bolly         |
| 1934                                                  | Тео Херкенрат                 | Матье Кардинал      | Жозеф Муренхаут      |
| 1935                                                  | Альфонс Схеперс               | Франс Бондюэль      | Луи Хардиквест       |
| 1936                                                  | Альберт Бекар                 | Gilbert Levae       | Ян-Йозеф Хореманс    |
| 1937                                                  | Элой Мёленберг                | Густаф Делор        | Юльен Гернарт        |
| 1938                                                  | Альфонс Делор                 | Марсель Кинт        | Фелисьен Вервеке     |
| 1939                                                  | Альберт Рицервельдт           | Сирил Ван Оверберге | Эдвард Виссерс       |
| 1940 - 1942 не проводилась из-за Второй мировой войны |                               |                     |                      |
| 1943                                                  | Ришар Депуарте                | Joseph Didden       | Стан Окерс           |
| 1944 0000000не проводилась из-за Второй мировой войны |                               |                     |                      |
| 1945                                                  | Ян Энгельс                    | Эдвард Ван Дейк     | Жозеф Муренхаут      |
| 1946                                                  | Проспер Депредомм             | Альберт Хендрикс    | Triphon Verstraeten  |
| 1947                                                  | Ришар Депуарте                | Раймонд Импанис     | Флоран Мэтью         |
| 1948                                                  | Морис Моллин                  | Раймонд Импанис     | Луи Капю             |
| 1949                                                  | Камиль Дангийом               | Адольф Версхурен    | Роже Гийселинк       |
| 1950                                                  | Проспер Депредомм             | Жан Богартс         | Эдвард Ван Дейк      |
| 1951                                                  | Фердинанд Кюблер              | Жермен Дерийке      | Ваут Вегманс         |
| 1952                                                  | Фердинанд Кюблер              | Анри Ван Керкхове   | Жан Робик            |
| 1953                                                  | Алоис Де Хертог               | Морис Дио           | Рауль Реми           |
| 1954                                                  | Марсель Эрнцер                | Раймонд Импанис     | Фердинанд Кюблер     |
| 1955                                                  | Стан Окерс                    | Раймонд Импанис     | Жан Бранкар          |
| 1956                                                  | Альфред Де Брёйне             | Рихард Ван Генехтен | Алекс Клозе          |
| 1957                                                  | Жермен Дерийке Франс Схауббен |                     | Марсель Бёйс         |
| 1958                                                  | Альфред Де Брёйне             | Ян Загерс           | Jos Theuns           |
| 1959                                                  | Альфред Де Брёйне             | Франс Схауббен      | Франс Де Мюльдер     |
| 1960                                                  | Аб Гельдерманс                | Пьер Эверарт        | Йозеф Планкарт       |
| 1961                                                  | Рик Ван Лой                   | Марсель Рорбах      | Арман Десмет         |
| 1962                                                  | Йозеф Планкарт                | Рольф Вольфсхол     | Claude Colette       |
| 1963                                                  | Франс Мелкенбек               | Пино Черами         | Витторио Адорни      |
| 1964                                                  | Вилли Боклант                 | Жорж Ван Конингсло  | Витторио Адорни      |
| 1965                                                  | Кармине Прециози              | Витторио Адорни     | Мартин Ван Ден Боссе |
| 1966                                                  | Жак Анкетиль                  | Виктор Ван Схил     | Вилли Ин 'т Вен      |
| 1967                                                  | Вальтер Годефрот              | Эдди Меркс          | Вилли Монти          |
| 1968                                                  | Валери Ван Свевельт           | Вальтер Годефрот    | Раймон Пулидор       |
| 1969                                                  | Эдди Меркс                    | Виктор Ван Схил     | Барри Хобэн          |
| 1970                                                  | Роже Де Вламинк               | Франс Вербек        | Эдди Меркс           |
| 1971                                                  | Эдди Меркс                    | Жорж Пинтенс        | Франс Вербек         |
| 1972                                                  | Эдди Меркс                    | Вим Шеперс          | Херман Ван Спрингел  |
| 1973                                                  | Эдди Меркс                    | Франс Вербек        | Вальтер Годефрот     |
| 1974                                                  | Жорж Пинтенс                  | Вальтер Планкарт    | отсутствует          |
| 1975                                                  | Эдди Меркс                    | Бернар Тевене       | Вальтер Годефрот     |
| 1976                                                  | Жозеф Брюйер                  | Фредди Мартенс      | Франс Вербек         |
| 1977                                                  | Бернар Ино                    | Андре Дирикс        | Дитрих Турау         |
| 1978                                                  | Жозеф Брюйер                  | Дитрих Турау        | Франческо Мозер      |
| 1979                                                  | Дитрих Турау                  | Бернар Ино          | Даниэль Виллемс      |
| 1980                                                  | Бернар Ино                    | Хенни Кёйпер        | Рони Клас            |
| 1981                                                  | Йосеф Фукс                    | Штефан Муттер       | отсутствует          |
| 1982                                                  | Сильвано Контини              | Альфонс Де Вольф    | Штефан Муттер        |
| 1983                                                  | Стивен Рокс                   | Джузеппе Саронни    | Паскаль Жюль         |
| 1984                                                  | Шон Келли                     | Фил Андерсон        | Грег Лемонд          |
| 1985                                                  | Морено Арджентин              | Клод Крикельон      | Стивен Роуч          |
| 1986                                                  | Морено Арджентин              | Адри ван дер Пул    | Даг Эрик Педерсен    |
| 1987                                                  | Морено Арджентин              | Стивен Роуч         | Клод Крикельон       |
| 1988                                                  | Адри ван дер Пул              | Мишель Дернис       | Роберт Миллар        |
| 1989                                                  | Шон Келли                     | Fabrice Philipot    | Фил Андерсон         |
| 1990                                                  | Эрик Ван Ланкер               | Жан-Клод Леклерк    | Стивен Рокс          |
| 1991                                                  | Морено Арджентин              | Клод Крикельон      | Рольф Сёренсен       |
| 1992                                                  | Дирк Де Вольф                 | Стивен Рокс         | Жан-Франсуа Бернар   |
| 1993                                                  | Рольф Сёренсен                | Тони Ромингер       | Маурицио Фондриест   |
| 1994                                                  | Евгений Берзин                | Лэнс Армстронг      | Джорджо Фурлан       |
| 1995                                                  | Мауро Джанетти                | Джанни Буньо        | Микеле Бартоли       |
| 1996                                                  | Паскаль Ришар                 | Лэнс Армстронг      | Мауро Джанетти       |
| 1997                                                  | Микеле Бартоли                | Лоран Жалабер       | Габриэль Коломбо     |
| 1998                                                  | Микеле Бартоли                | Лоран Жалабер       | Родолфо Масси        |
| 1999                                                  | Франк Ванденбрук              | Майкл Богерд        | Мартен Ден Баккер    |
| 2000                                                  | Паоло Беттини                 | Давид Эчеваррия     | Давиде Ребеллин      |
| 2001                                                  | Оскар Каменцинд               | Давиде Ребеллин     | Давид Эчеваррия      |
| 2002                                                  | Паоло Беттини                 | Стефано Гарцелли    | Иван Бассо           |
| 2003                                                  | Тайлер Хэмилтон               | Ибан Майо           | Майкл Богерд         |
| 2004                                                  | Давиде Ребеллин               | Майкл Богерд        | Александр Винокуров  |
| 2005                                                  | Александр Винокуров           | Йенс Фогт           | Майкл Богерд         |
| 2006                                                  | Алехандро Вальверде           | Паоло Беттини       | Дамиано Кунего       |
| 2007                                                  | Данило Ди Лука                | Алехандро Вальверде | Фрэнк Шлек           |
| 2008                                                  | Алехандро Вальверде           | Давиде Ребеллин     | Фрэнк Шлек           |
| 2009                                                  | Анди Шлек                     | Хоаким Родригес     | Давиде Ребеллин      |
| 2010                                                  | Александр Винокуров           | Александр Колобнев  | Филипп Жильбер       |
| 2011                                                  | Филипп Жильбер                | Фрэнк Шлек          | Анди Шлек            |
| 2012                                                  | Максим Иглинский              | Винченцо Нибали     | Энрико Гаспаротто    |
| 2013                                                  | Дэниэл Мартин                 | Хоаким Родригес     | Алехандро Вальверде  |
| 2014                                                  | Саймон Герранс                | Алехандро Вальверде | Михал Квятковский    |
| 2015                                                  | Алехандро Вальверде           | Жюлиан Алафилипп    | Хоаким Родригес      |
| 2016                                                  | Ваут Пулс                     | Микаэль Альбазини   | Руй Кошта            |
| 2017                                                  | Алехандро Вальверде           | Дэниэл Мартин       | Михал Квятковский    |
| 2018                                                  | Боб Юнгельс                   | Майкл Вудс          | Ромен Барде          |
| 2019                                                  | Якоб Фульсанг                 | Давиде Формоло      | Максимилиан Шахман   |
| 2020                                                  | Примож Роглич                 | Марк Хирши          | Тадей Погачар        |
| 2021                                                  | Тадей Погачар                 | Жюлиан Алафилипп    | Давид Годю           |
| 2022                                                  | Ремко Эвенепул                | Квинтен Херманс     | Ваут Ван Арт         |
| 2023                                                  | Ремко Эвенепул                | Том Пидкок          | Сантьяго Буитраго    |
| 2024                                                  | Тадей Погачар                 | Ромен Барде         | Матье Ван дер Пул    |
| 2025                                                  | Тадей Погачар                 | Джулио Чикконе      | Бен Хили             |

## Рекорд побед

### Индивидуально
Курсивом выделены действующие гонщики.
| Побед | Гонщик                    | Года                         |
| ----- | ------------------------- | ---------------------------- |
| 5     | Эдди Меркс (BEL)          | 1969, 1971, 1972, 1973, 1975 |
| 4     | Алехандро Вальверде (ESP) | 2006, 2008, 2015, 2017       |
| 4     | Морено Арджентин (ITA)    | 1985, 1986, 1987, 1991       |
| 3     | Леон Уа (BEL)             | 1892, 1893, 1894             |
| 3     | Альфонс Схеперс (BEL)     | 1929, 1931, 1935             |
| 3     | Альфред Де Брюйн (BEL)    | 1956, 1958, 1959             |
| 2     | Луи Моттиа (BEL)          | 1921, 1922                   |
| 2     | Рене Вермандель (BEL)     | 1923, 1924                   |
| 2     | Ришар Депуарте (BEL)      | 1943, 1947                   |
| 2     | Проспер Депредомм (BEL)   | 1946, 1950                   |
| 2     | Фердинанд Кюблер (SUI)    | 1951, 1952                   |
| 2     | Йозеф Брёйер (BEL)        | 1976, 1978                   |
| 2     | Бернар Ино (FRA)          | 1977, 1980                   |
| 2     | Шон Келли (IRL)           | 1984, 1989                   |
| 2     | Микеле Бартоли (ITA)      | 1997, 1998                   |
| 2     | Паоло Беттини (ITA)       | 2000, 2002                   |
| 2     | Александр Винокуров (KAZ) | 2005, 2010                   |

### По странам
| Побед | Страна                          |
| ----- | ------------------------------- |
| 59    | Бельгия                         |
| 12    | Италия                          |
| 6     | Швейцария                       |
| 5     | Франция                         |
| 4     | Нидерланды, Испания             |
| 3     | Ирландия, Казахстан, Люксембург |
| 2     | Германия                        |
| 1     | Австралия, Дания, Россия, США   |